# MOA-2011-BLG-262
MOA-2011-BLG-262 es un posible planeta interestelar, posee unas 4 veces la masa de Júpiter y tiene una luna del tamaño de Mercurio. Aunque también se especula si sea una estrella enana roja y un planeta del tamaño de Neptuno. En caso de que se confirme que sea un planeta sería la primera vez que se descubre una exoluna. Es exoplaneta se habría formado sin estrella o abandonó el sistema solar cuando su sol se convirtió en una supernova o enana roja.